# Alophia combustella
Alophia combustella är en fjärilsart som beskrevs av Herrich-Schäffer 1852. Alophia combustella ingår i släktet Alophia och familjen mott. Inga underarter finns listade i Catalogue of Life.